# هاينز شوبرت (محامي)
هاينز شوبرت (و. 1914 – 1987 م) هو محامي، وضابط من الإمبراطورية الألمانية، وألمانيا النازية، وألمانيا الغربية، ولد في برلين، كان عضوًا في الحزب النازي، كان عضوًا في شوتزشتافل، توفي في آرينسبورغ، عن عمر يناهز 73 عاماً.